# Árvore genealógica

Exemplo de árvore genealógica

Uma árvore genealógica é um histórico de certa parte dos antepassados de um indivíduo ou família. Mais especificamente, trata-se de uma representação gráfica genealógica para mostrar as conexões familiares entre indivíduos, trazendo seus nomes e, algumas vezes, datas e lugares de nascimento, casamento e morte, além de fotos. O nome se dá pelo fato da semelhança ao ramificar das árvores, que normalmente segue a Sequência de Fibonacci. A representação da árvore de uma ascendência, também chamada árvore de costados, tende a ter um crescimento exponencial de base 2.

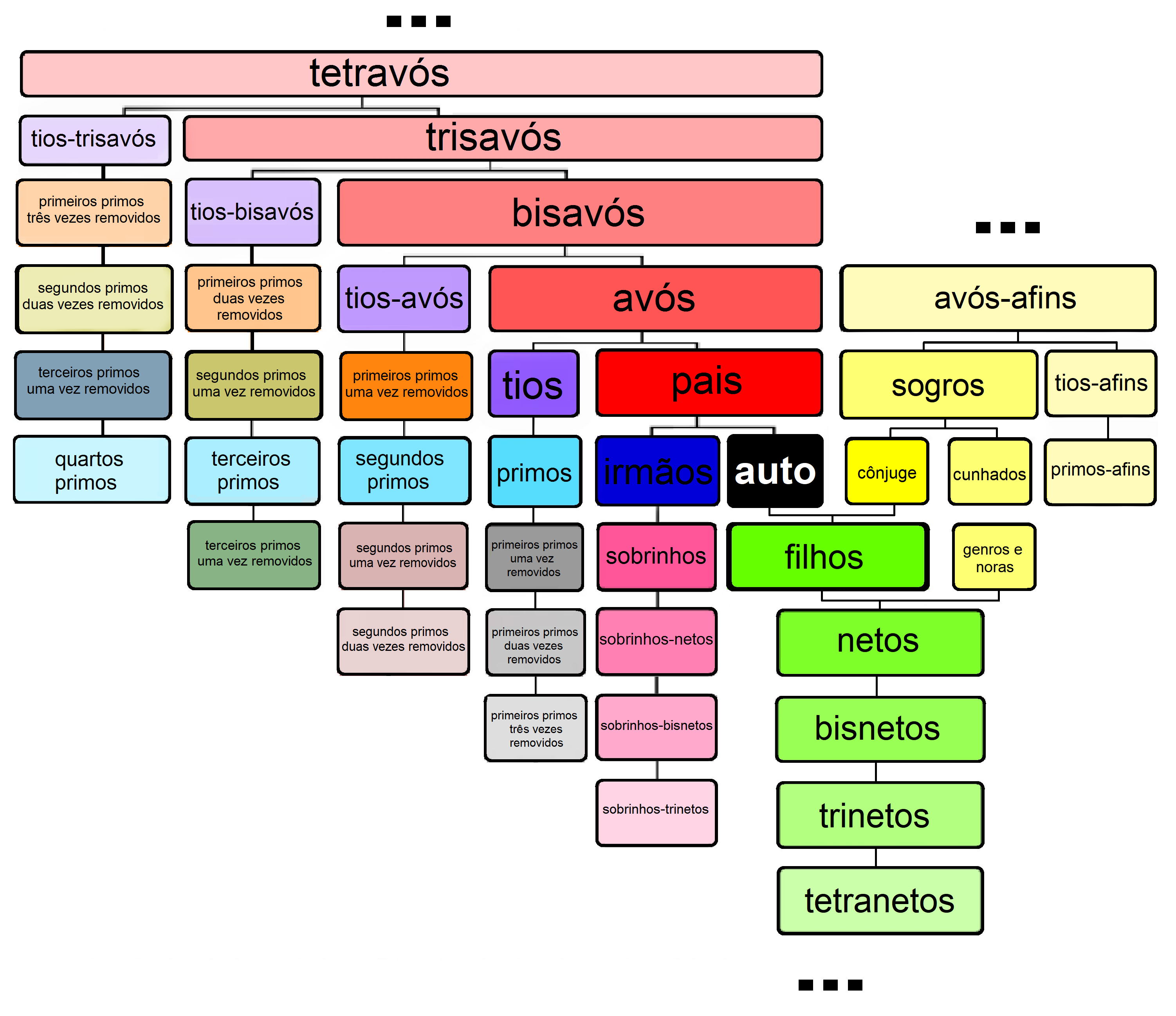
Árvore genealógica com alguns graus de parentesco.

Uma árvore genealógica também pode representar o sentido inverso, ou seja, partindo de um antepassado comum, sendo a raiz da árvore, até todos seus descendentes colocados nas suas inúmeras ramificações, que é chamada árvore de geração.

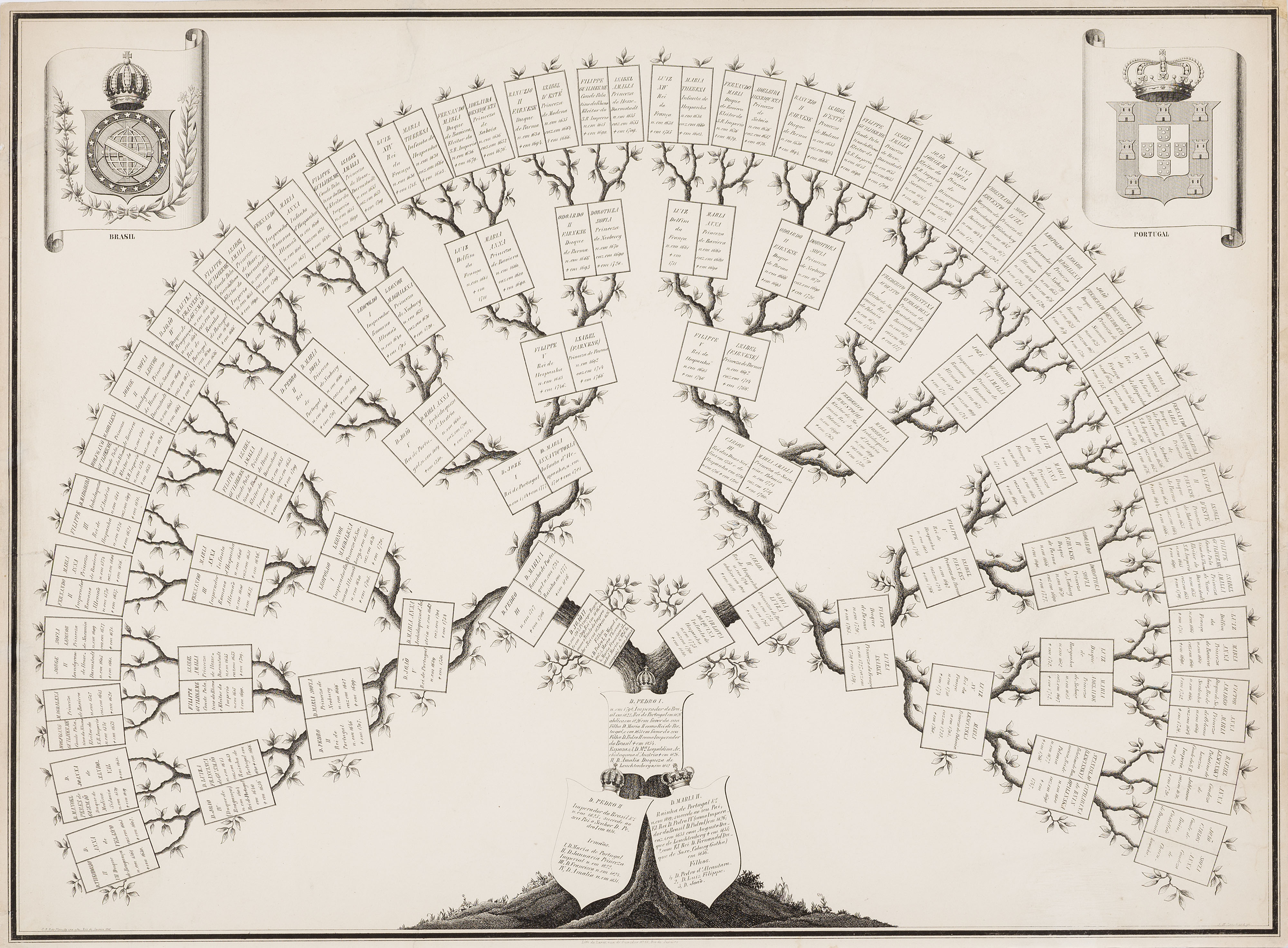
Árvore genealógica de D. Pedro I, em 1842, da Coleção Brasiliana Iconográfica.

O uso destas se faz para prova de ancestralidade. O indivíduo que constrói árvores genealógicas, quando da própria família é denominado probandus ou de cujus. É também usada na medicina, para estudo de doenças de cunho genético, tais como adicção, gota, diabetes, etc. No caso específico da representação dos descendentes diretos próximos é denominado pedigree ou linhagem, sendo que pedigree, tem por vezes denotações pejorativas.

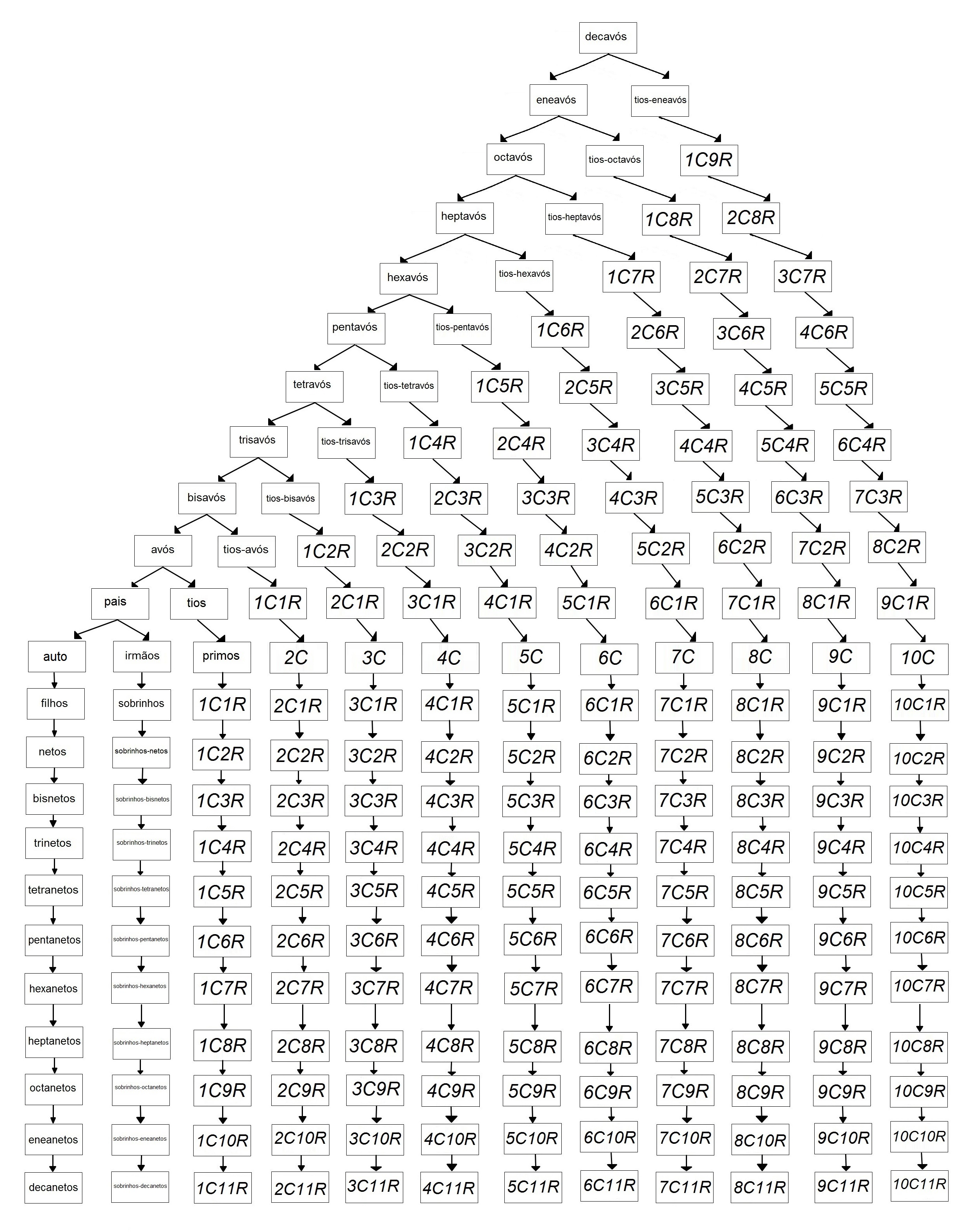
Árvore genealógica com mais alguns graus de parentesco.

## Exemplos Notáveis
A árvore genealógica mais longa do mundo é a do filósofo e educador chinês Confúcio (551-479 a.C.), que é descendente do rei Tang (1675-1646 a.C.). A árvore abrange mais de 80 gerações e inclui mais de 2 milhões de membros. Um esforço internacional envolvendo mais de 450 ramos em todo o mundo foi iniciado em 1998 para reconstituir e revisar esta árvore genealógica. A mais atualizada edição da genealogia de Confúcio foi impressa em setembro de 2009 pelo Comitê de Compilação da Genealogia de Confúcio, para coincidir com o 2 560º aniversário do nascimento do pensador chinês. Estima-se que esta última edição inclua cerca de 1,3 milhões de membros vivos que estão espalhados pelo mundo hoje.
Outra árvore muito antiga e extensa é a da linhagem Lurie - que inclui Sigmund Freud e Martin Buber - e remonta a Jehiel Lurie, um rabino do século XIII em Brest-Litovsk, e de lá a Rashi e supostamente de volta ao lendário Rei David, conforme documentado por Neil Rosenstein em seu livro The Lurie Legacy. A edição de 1999 do Guinness Book of Records registrou a família Lurie na categoria de "linhagem mais longa" como a família viva mais antiga conhecida no mundo hoje.
No Japão, a ancestralidade da Família Imperial remonta às origens mitológicas do Japão. A conexão com pessoas do registro histórico estabelecido começa em meados do primeiro milênio DC.
As genealogias bíblicas de Jesus também afirmam que ele é descendente da Casa de Davi; cobrindo um período de aproximadamente 1000 anos

## Outros Usos
O autor Pete Frame se destaca por ter produzido "árvores genealógicas" de bandas de rock. Neste caso, as entradas representam a participação em certos grupos e mudanças de pessoal dentro deles, em vez de relações familiares. Vários livros foram produzidos com suas árvores genealógicas, que por sua vez levaram a uma série de televisão da BBC sobre eles, incluindo entrevistas com as bandas retratadas nestas árvores.
Outro uso comum é na criação de árvores episcopais nas tradições cristãs que acreditam na sucessão apostólica. Neste caso, a ligação não é feita por sangue, mas sim pelo bispo que ordenou o outro.